# Mönchmühle (Mühlenbeck)

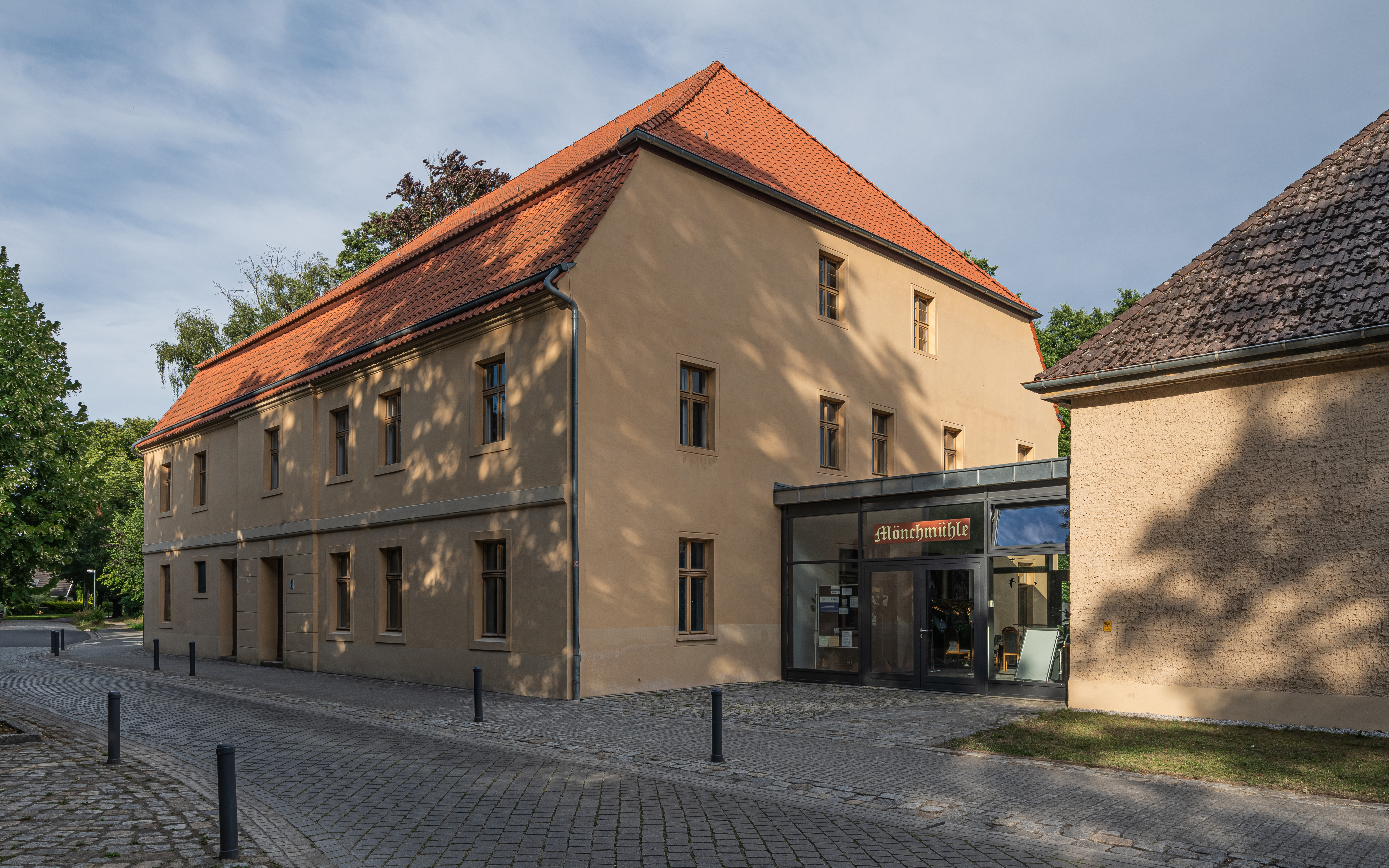
Außenansicht der Mönchmühle (2022)

Die Mönchmühle ist eine der ältesten Wassermühlen in Brandenburg. Sie befindet sich im Ortsteil Mühlenbeck in der Gemeinde Mühlenbecker Land am Tegeler Fließ. Das Wasserrad ist Teil des Wappens der Gemeinde.

## Geschichte
Um das Jahr 1230 gründeten Zisterziensermönche die Mönchmühle. Zunächst wurde ein etwa 100 m langer und 20 m breiter Staudamm gebaut. Es wurden etwa 15.000 m3 Erde bewegt, um schließlich eine Wasserfallhöhe von 4 m und ausreichend Wasserkraft für einen konstanten Mahlbetrieb zu erzeugen. Dies war für die damalige Zeit eine außergewöhnliche Leistung.
Das Mühlengebäude wurde direkt an die Staumauer gebaut, die somit einen Teil des bis heute unverändert erhaltenen Fundamentes bildet. Die Mühle war bis 1973 in Betrieb, war danach Verfall und Vandalismus ausgesetzt und ist heute ein Baudenkmal. Seit 2003 kümmert sich ein Förderverein um die Wiederherstellung und den Erhalt der Mühle mit dem Ziel, daraus zukünftig ein kulturelles Zentrum der Gemeinde zu entwickeln. Im Dezember 2011 wurde ein neues Mühlrad eingesetzt. Die offizielle Inbetriebnahme des Wasserrades, mit dem umweltfreundlicher Strom erzeugt wird, erfolgte durch den Förderverein am 7. April 2012.

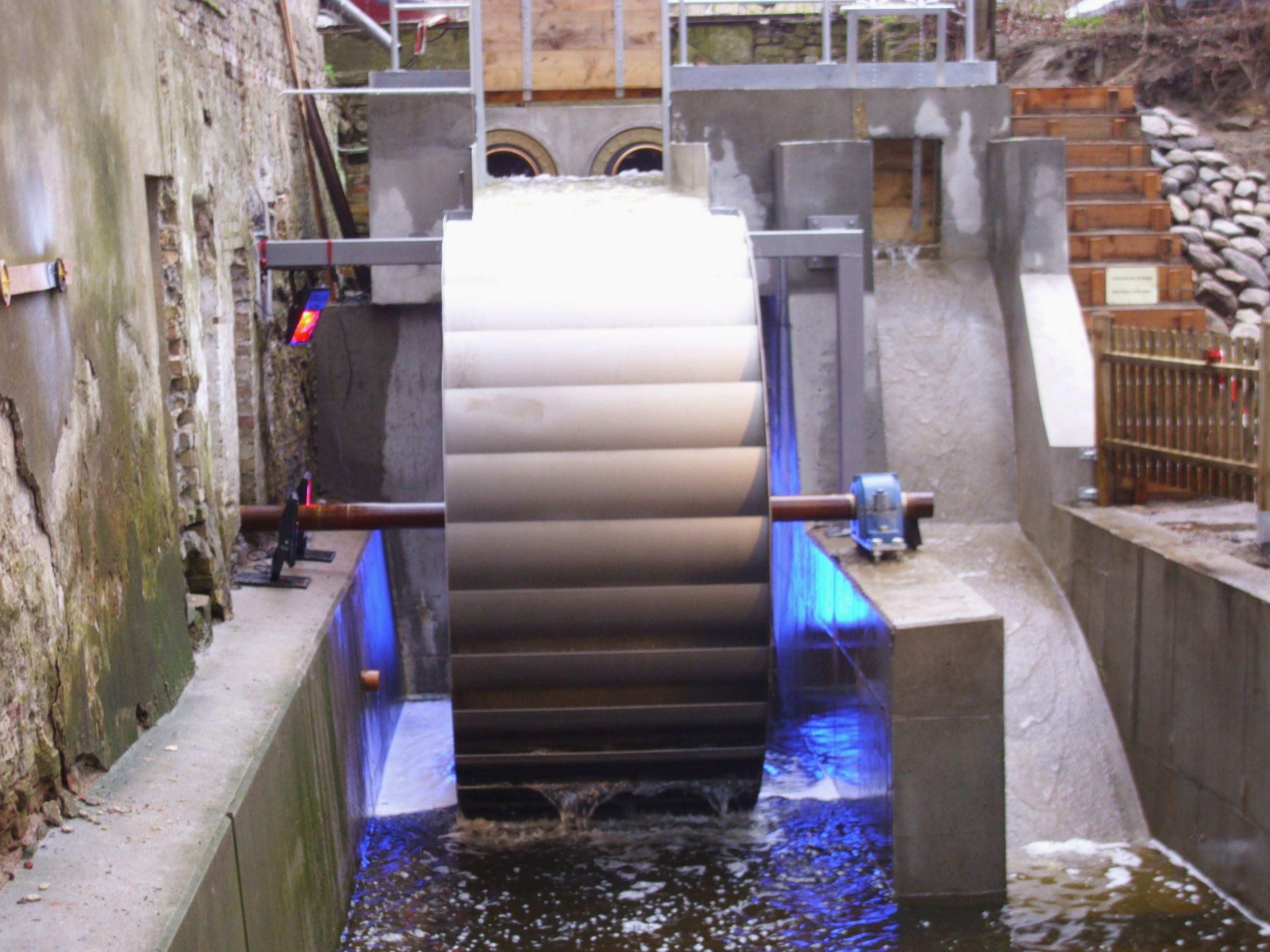
Neues Wasserrad der Mönchmühle

Vom 12. bis zum 16. November 2012 fand die Aktion „96 Stunden“ vom RBB statt. In fünf Tagen wurde begonnen, den historischen Tanzsaal zu sanieren. Dies wurde durch Spenden verschiedener Baufirmen und Privatpersonen sowie die Mitarbeit vieler Anwohner und des Vereins ermöglicht. Der RBB begleitete die Aktion durch mehrere Sendungen.